# Wanaro N'Godrella
Wanaro N’Godrela, né le 18 octobre 1949 à Nouméa et mort dans la même ville le 26 mai 2016, est un joueur de tennis professionnel français.

## Carrière
D'origine kanak, Wanaro N'Godrella commence le tennis dans le club du Mont-Coffyn à Nouméa où sa tante est gardienne. L'Australien John Hillebrand le repère et l'emmène avec lui se perfectionner à Melbourne. Il sera son entraîneur de 1959 à 1967.
Repéré par le colonel Crespin en 1968, il rejoint cette année-là le Bataillon de Joinville où il effectue son service militaire parallèlement à l'entraînement. Il obtient une permission pour participer aux Internationaux de France mais il est battu en qualifications par Jacques Thamin. En 1969, L'année suivante, il arrive au deuxième tour en double à Wimbledon avec Georges Goven. En 1970, il réussit à se qualifier à Roland-Garros mais ne passe pas le premier tour. En 1971, il y remporte son premier match contre Hans Kary. Il atteint cette année-là les quarts de finale à Newport.
Pour la saison 1972, il arrive au deuxième tour de tous les tournois du Grand Chelem à l'exception de Roland-Garros où il échoue au tour préliminaire. Il atteint la finale en simple du tournoi de Hobart sur gazon (perdue contre Alex Metreveli) et deux en double à Brisbane avec Georges Goven et à Seattle avec Jean-Baptiste Chanfreau. En décembre, au tournoi de Perth, il atteint la finale qu'il perd contre son compatriote Patrick Proisy en 3 sets (7-5, 6-4, 6-3).
Sa meilleure année reste 1973. Il se hisse en effet en quart de finale de l'Open d'Australie après avoir battu Phil Dent et les têtes de série n°9 et 8, Barry Phillips-Moore et Allan Stone. À Roland-Garros, il accède au troisième tour en simple grâce à une victoire sur Manuel Orantes. Il sera également demi-finaliste à Nice après avoir éliminé Karl Meiler ainsi que quart de finaliste à Hilversum. Ces bonnes performances lui font atteindre le 71e rang, devenant ainsi le 5e joueur Français. Il est aussi intégré dans l'équipe de France de Coupe Davis d'abord en 1973 où il joue en double avec Jean-Baptiste Chanfreau contre la Norvège puis en 1974 face au Portugal où il est associé à Jean-François Caujolle. Il remporte son match dans les deux cas.
En 1974, il arrive en huitième de finale en simple à l'Open d'Australie et en double à Roland-Garros avec Jean-Paul Meyer. En double mixte, il est demi-finaliste à Roland-Garros avec Nathalie Fuchs. C'est aussi cette année-là que Guillermo Vilas réalise contre lui à Buenos Aires en match d'exhibition son premier « tweener » ou coup entre les jambes. Il se retire du circuit international en 1976 et rentre en Nouvelle-Calédonie où il crée un centre d'entraînement pour les jeunes et enseigne le tennis au Tennis Club du Mont Coffyn à Nouméa.
Il a décroché un total de quatre médailles aux Jeux du Pacifique dont sa dernière participation remonte à 1987. Son fils Nickolas continue de représenter la Nouvelle-Calédonie dans des compétitions internationales. En 2016, 40 ans après Wanaro, Maxime Chazal devient le deuxième joueur de tennis calédonien à participer à Roland-Garros.
Adepte du service-volée, il proposait un jeu offensif qui s'appuyait avant tout sur un gros service.

## Palmarès

### Finales en simple messieurs
| No | Date       | Nom et lieu du tournoi            | Catégorie | Dotation | Surface      | Vainqueur      | Score         |  |
| -- | ---------- | --------------------------------- | --------- | -------- | ------------ | -------------- | ------------- |  |
| 1  | 17-01-1972 | Hobart Open, Hobart               |           | NC $     | Gazon (ext.) | Alex Metreveli | 6-2, 6-4, 6-3 |  |
| 2  | 10-12-1972 | Tournoi de tennis de Perth, Perth |           | NC $     | Gazon (ext.) | Patrick Proisy | 7-5, 6-4, 6-3 |  |

### Finales en double messieurs
| No | Date       | Nom et lieu du tournoi                 | Catégorie | Dotation | Surface    | Vainqueurs              | Partenaire              | Score              |  |
| -- | ---------- | -------------------------------------- | --------- | -------- | ---------- | ----------------------- | ----------------------- | ------------------ |  |
| 1  | 08-09-1972 | Rainier International Seattle          |           | NC $     | Dur (ext.) | Ross Case Geoff Masters | Jean-Baptiste Chanfreau | 6-3, 6-2           |  |
| 2  | 04-12-1972 | Tournoi de tennis de Brisbane Brisbane |           | NC $     | Dur (ext.) | Ross Case Geoff Masters | Georges Goven           | 6-2, 6-7, 6-2, 7-6 |  |

## Parcours dans les tournois duGrand Chelem

### En simple
| Année | Open d'Australie | Open d'Australie | Internationaux de France | Internationaux de France | Wimbledon       | Wimbledon     | US Open         | US Open        |
| ----- | ---------------- | ---------------- | ------------------------ | ------------------------ | --------------- | ------------- | --------------- | -------------- |
| 1970  | —                | —                | 1er tour (1/64)          | B. Phillips-Moore        | —               | —             | —               | —              |
| 1971  | —                | —                | 2e tour (1/32)           | Adriano Panatta          | 1er tour (1/64) | Terry Addison | —               | —              |
| 1972  | 2e tour (1/16)   | Mal Anderson     | —                        | —                        | 2e tour (1/32)  | P. Hombergen  | 2e tour (1/32)  | Cliff Drysdale |
| 1973  | 1/4 de finale    | Karl Meiler      | 3e tour (1/16)           | Frank Froehling          | —               | —             | 1er tour (1/64) | Jan Kodeš      |
| 1974  | 1/8 de finale    | Ross Case        | 1er tour (1/64)          | Thomaz Koch              | 1er tour (1/64) | Bob Giltinan  | —               | —              |
| 1975  | —                | —                | 2e tour (1/32)           | Onny Parun               | —               | —             | —               | —              |
| 1976  | —                | —                | 1er tour (1/64)          | R. Simpson               | —               | —             | —               | —              |

N.B. : à droite du résultat se trouve le nom de l'ultime adversaire.

### En double
N.B. : le nom du ou de la partenaire se trouve sous le résultat ; le nom des ultimes adversaires se trouve à droite.